# The Battle Rages On...
| 평가 점수                        | 평가 점수 |
| 출처                             | 점수      |
| -------------------------------- | --------- |
| AllMusic                         | [ 3 ]     |
| Blogcritics                      | (mixed)   |
| Collector's Guide to Heavy Metal | 8/10      |
| Rock Hard                        | 7.0/10    |
| Metal Hammer (GER)               | 7/7       |

《The Battle Rages On...》은 1993년 7월 19일에 발매된 영국의 하드 록 밴드 딥 퍼플의 열네 번째 스튜디오 음반이다. 밴드의 고전 마크 II 라인업으로 녹음한 마지막 음반으로, 두 번째 (1984년 《Perfect Strangers》를 위한 첫 재결합)로 재결합했다.
비록 처음에 마이크 디메오가 조 린 터너가 해고된 후 음반의 가수로 선택되었지만, 이언 길런은 결국 1992년 말에 밴드로 돌아와 터너와 디메오를 위해 의도되었던 이미 존재하는 자료의 많은 부분을 다시 작업해야 했다. 그의 해고 후에 터너는 리치 블랙모어가 이 음반을 "소들이 풀을 뜯는다"라고 언급했다는 것을 인정했다. 블랙모어는 11월 17일, 핀란드 헬싱키에서 열린 쇼 이후 비멜로디컬 요소에 격분하여 중간 투어를 그만두었다. 미국의 기타리스트인 조 새트리아니는 투어 기간 동안 임시로 딥 퍼플에 합류했다. 《The Battle Rages On...》 세션 동안 쓰여진 몇 개의 작업 트랙은 터너의 후속 솔로 발매 때 다른 타이틀로 나타날 것이다. 《The Battle Rages On...》에는 〈Lick It Up〉이라는 곡이 수록되어 있는데, 이 곡은 키스가 작사, 공연한 제목과 같은 곡으로 혼동되어서는 안 된다.

## 배경
1989년, 딥 퍼플은 이언 길런을 해고하고 전 레인보우의 조 린 터너를 영입하여 제6기 라인업 음반 《Slaves and Masters》를 발표했다. 그리고 투어가 끝난 후, 결성 25주년에 발표될 신작의 제작에 착수했다. 그러나 리치 블랙모어 이외의 멤버들과 터너 사이에서 음악적 차이와 불화가 표면화되었고, 터너는 제작이 끝나기 전에 1992년에 탈퇴했다.
블랙모어는 터너의 후임으로 미국 HR/HM 밴드 라이엇 V의 보컬리스트였던 마이크 디메오를 강력히 밀었다. 그러나 매니지먼트 측의 "결성 25주년 기념은 제2기 라인업 멤버로"라는 의향과, 다른 멤버들의 희망도 있었기 때문에, 블랙모어의 강한 반대에도 불구하고 길런이 복귀했다.
신작에 수록될 예정이던 곡들은 터너 재적 시절에 거의 완성되어 있었다. 하지만 길런과 세 명의 멤버는 블랙모어에게 무단으로 보컬 트랙과 보컬 멜로디의 편곡을 다시 녹음했다.
본작은 제7기 라인업의 첫 번째 음반으로, 결성 25주년에 해당하는 1993년 7월에 발표되었다.

## 곡 목록
모든 곡들은 특별한 언급이 없는 한 리치 블랙모어, 이언 길런 그리고 로저 글로버에 의해 작사/작곡하였다.
| #   | 제목                    | 작사·작곡                            | 재생 시간 |
| --- | ----------------------- | ------------------------------------ | --------- |
| 1.  | 〈The Battle Rages On〉 | 블랙모어, 길런, 존 로드, 이언 페이스 | 5:48      |
| 2.  | 〈Lick It Up〉          |                                      | 3:50      |
| 3.  | 〈Anya〉                | 블랙모어, 길런, 글로버, 로드         | 6:28      |
| 4.  | 〈Talk About Love〉     |                                      | 4:05      |
| 5.  | 〈Time to Kill〉        |                                      | 5:44      |
| 6.  | 〈Ramshackle Man〉      |                                      | 5:32      |
| 7.  | 〈A Twist in the Tale〉 |                                      | 4:12      |
| 8.  | 〈Nasty Piece of Work〉 | 블랙모어, 길런, 글로버, 로드         | 4:34      |
| 9.  | 〈Solitaire〉           |                                      | 4:35      |
| 10. | 〈One Man's Meat〉      |                                      | 4:38      |

## 참여 인원
- 이언 길런 - 보컬
- 리치 블랙모어 - 기타
- 존 로드 - 키보드
- 로저 글로버 - 베이스
- 이언 페이스 - 드럼

## 인증
| 국가                       | 인증 | 판매량/출하량 |
| -------------------------- | ---- | ------------- |
| 일본 (RIAJ)                | 골드 | 100,000^      |
| ^출하량을 기반으로 한 인증 |      |               |